# بوگاتی ۱۸/۳ شیرون
بوگاتی ۱۸/۳ شیرون (به انگلیسی: Bugatti 18/3 Chiron) خودروی اسپورت مفهومی است، که در سال ۱۹۹۹ توسط شرکت خودروسازی بوگاتی عرضه شد.
این خودرو توسط طراح شرکت ایتال‌دیزاین، فابریتزیو جیوجیارو طراحی شد، که از نوع موتور وسط با پیشرانه‌ای ۱۸ سیلندر، که در مدل‌های بوگاتی ای‌بی۱۱۸ و بوگاتی ای‌بی۲۱۸ نیز دیده شده بود، استفاده شده‌است. شرکت بوگاتی به افتخار راننده پیشین تیم اتومبیل‌رانی بوگاتی؛ لوئیس شیرون نام این مدل را شیرون انتخاب کرد.

## نگارخانه

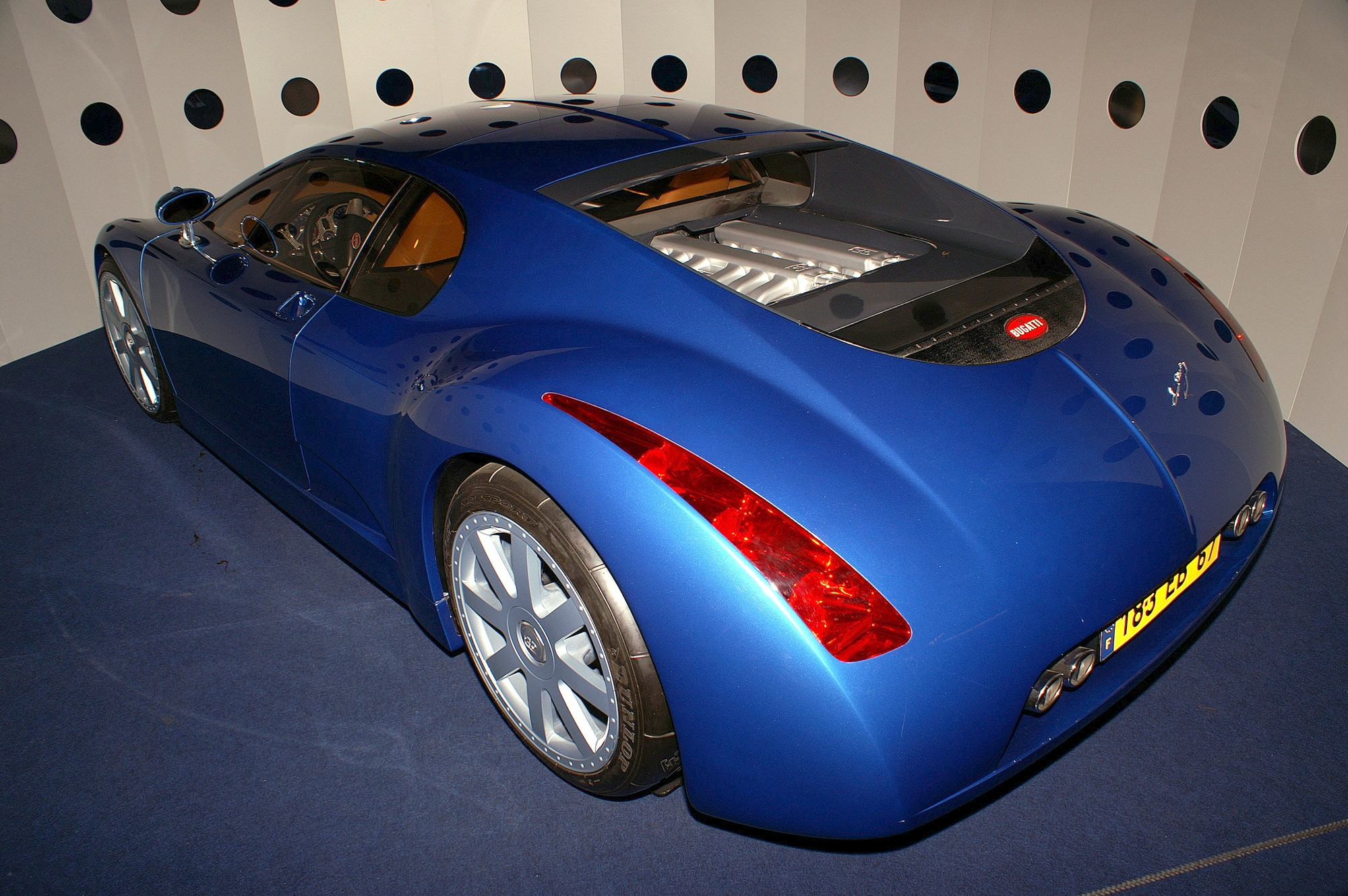
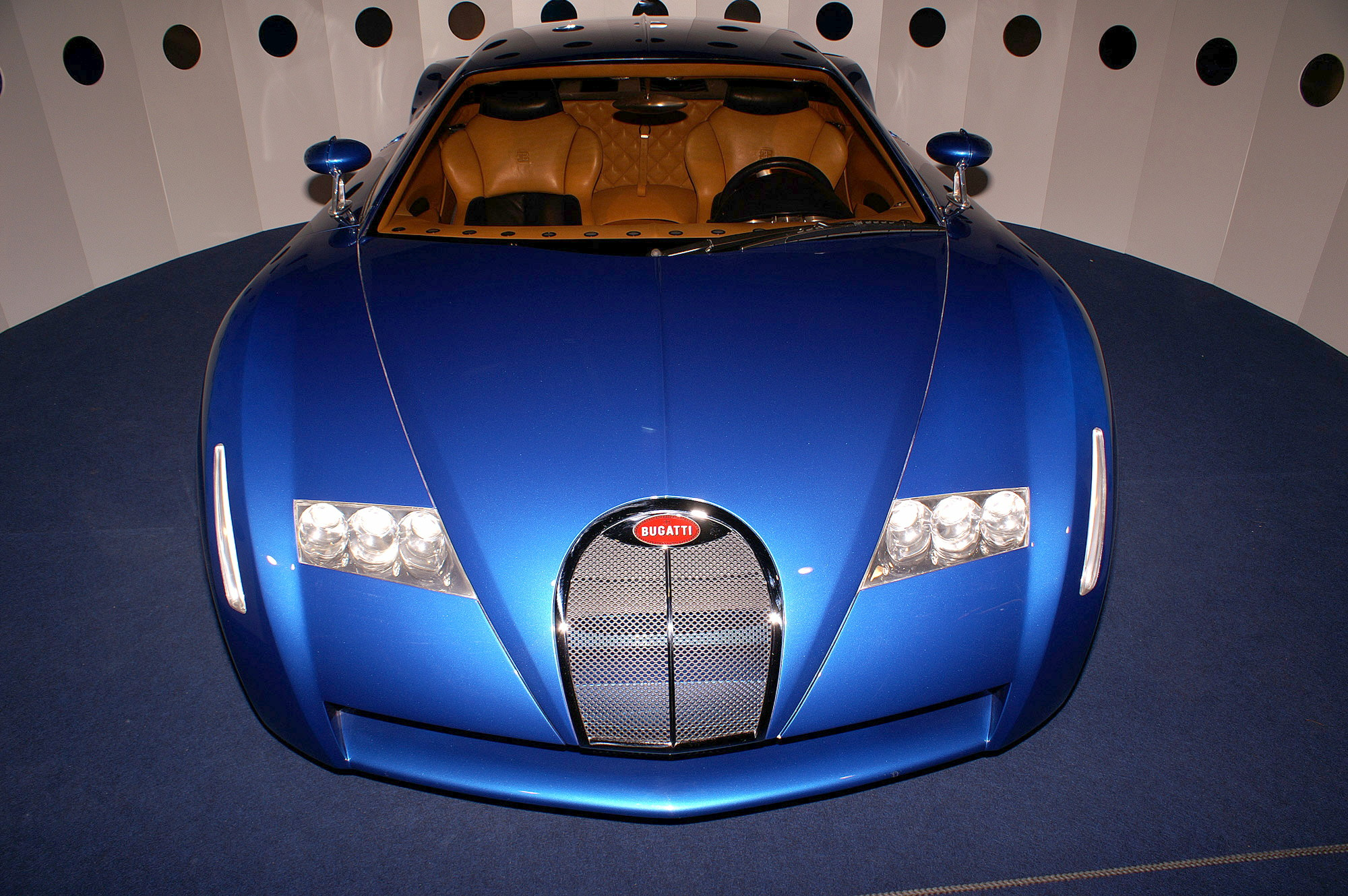